# 美國葡萄種植區

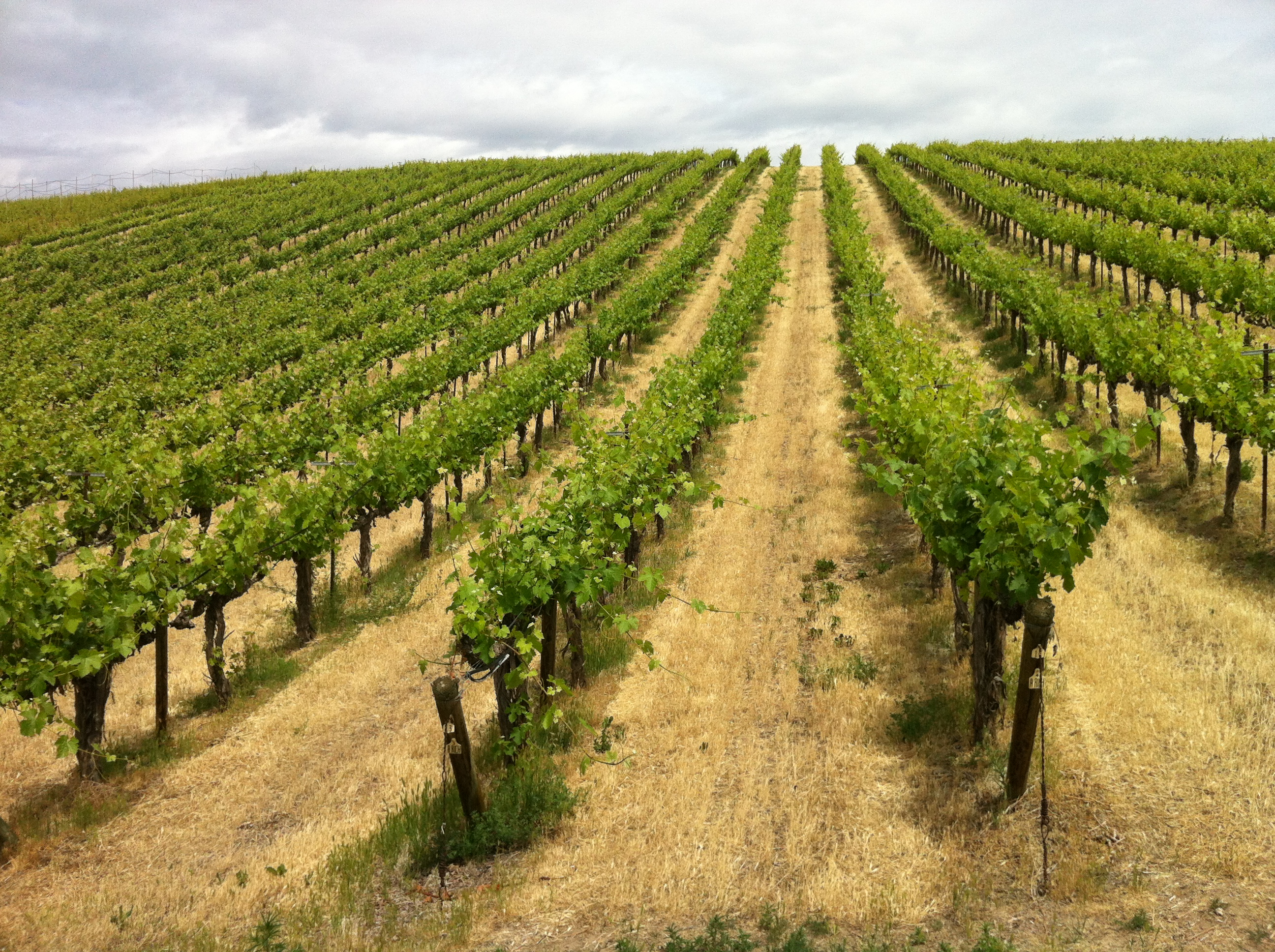
美国葡萄种植区

美國葡萄種植區（英語：American Viticultural Area，簡稱：AVA），是美國用以釀製葡萄酒的指定葡萄種植區域。如葡萄酒標籤表明該葡萄酒產自某AVA，根據法律規定，85%的葡萄必須產自該AVA，而釀製過程亦必須全部在該AVA所屬的州份內完成。迄今，美國一共有260個釀酒葡萄法定產區，其中加州佔了142個。